# Progarypus oxydactylus
Progarypus oxydactylus är en spindeldjursart som först beskrevs av Luigi Balzan 1887.  Progarypus oxydactylus ingår i släktet Progarypus och familjen Olpiidae. Inga underarter finns listade i Catalogue of Life.